# Transformação isentrópica
Em termodinâmica, uma Transformação isentrópica (combinação da palavra grega "iso" - igual - e "entropia") é aquela em que a entropia do sistema permanece constante. 
A Segunda Lei da Termodinâmica estabelece que: 
{\displaystyle \delta Q\leq TdS}
onde {\displaystyle \delta Q} é a quantidade de energia que o sistema ganha por aquecimento, {\displaystyle T} a temperatura do sistema, e {\displaystyle dS} a variação de entropia. O símbolo de igualdade implicaria um processo reversível. Em um processo isentrópico reversível não há transferência de energia calorífica, e por isso o processo é também adiabático. Em um processo adiabático irreversível, a entropia aumentará, de modo que é necessário eliminar calor do sistema (mediante refrigeração) para manter uma entropia constante. Por isso, um processo isentrópico irreversível não pode ser adiabático.